# Gyrtona nigrocinerea
Gyrtona nigrocinerea là một loài bướm đêm trong họ Noctuidae.